# Simo Knuuttila
Simo Jussi Iisakki Knuuttila, född 8 maj 1946 i Peräseinäjoki, död 17 juni 2022 i Helsingfors, var en finländsk filosof och idéhistoriker.
Simo Knuuttila avlade teologie doktorsexamen 1976 vid Helsingfors universitet. Han blev 1977 docent i idé- och lärdomshistoria vid Uleåborgs universitet och 1981 professor i teologisk etik och religionsfilosofi vid Helsingfors universitet. Han innehade olika forskarbefattningar vid Finlands Akademi 1976–1980 och var forskarprofessor där 1994–2004.
Knuuttila var en internationellt uppmärksammad filosofihistoriker. Han har utgett ett stort antal publikationer, främst kring modallogik, semantik och själslivets filosofi under medeltiden. Bland hans arbeten kan nämnas Aika ja modaliteetti aristotelisessa skolastiikassa (1975), Modalities in medieval philosophy (1993) och Järjen ja tunteet kerrostumat (1998). Han har också redigerat ett antal essäsamlingar. Knuuttila har översatt några av Aristoteles arbeten till finska, och ledde sedan 1988 utgivningen av dennes samlade verk på finska.
Han erhöll Gad Rausings pris för framstående humanistisk forskargärning 2008 och Finlands vetenskapspris 2011. År 1998 utnämndes han till ledamot av Finska Vetenskapsakademien.

### Uppslagsverk
- Knuuttila, Simo i Uppslagsverket Finland (webbupplaga, 2012). CC-BY-SA 4.0